# واين بويد
واين بويد (بالإنجليزية: Wayne Boyd)‏ هو سائق سباق بريطاني، ولد في 25 أكتوبر 1990 في مقاطعة أنترم في المملكة المتحدة.

## روابط خارجية
- واين بويد على موقع DriverDB.com (الإنجليزية)